# Синцитин
Синцити́н — гликопротеин слияния, кодируемый геном оболочки ретровируса, встроенным в геном человека (Env‑W ретровирусом). Синцитин, экспрессируемый в клетках трофобласта, индуцирует дифференцировку и слияние его клеток и формирование синцития (синцитиотрофобласта). Для экспрессии синцитина важны факторы транскрипции Sp1 и GATA, которые индуцируют активность промотора синцитина. Дефекты синцитина могут обусловливать нарушения организации плаценты, приводящие к её дисфункции. 
При отсутствии белка синцитина трофобласт (оплодотворённая яйцеклетка) не может закрепиться в слизистой оболочке матки.